# بوبی
بوبی، نام سرده‌ای از پرنده‌های دریایی است که در لاتین سولا (Sula) نامیده می‌شود و بخشی از خانواده بوبیان (Sulidae) است.

## چرایی نام‌گذاری
دریانوردان اسپانیایی این پرنده را بوبی (bubie) نامیدند که در زبان عامیانه اسپانیایی به معنای کودن و دیرآموز است. این نام‌گذاری از آنجا ناشی می‌شود که پرنده بوبی عادت به نشستن بر روی عرشه کشتی دارد و به راحتی توسط دریانوردان شکار می‌شود.

## زیست‌شناسی و رفتار
بوبی‌ها شکارچی ماهی هستند و از طریق شیرجه زدن از ارتفاع یک متری به درون آب و تکاپو در زیرآب به دنبال طعمه خود می‌گردند. کیسه‌های هوایی زیر پوستی صورت، در برخورد با آب به عنوان ضربه‌گیر عمل می‌کنند. بوبی‌ها پرندگانی هستند که به طور گروهی (اجتماعی) زندگی می‌کنند. تخم‌های آن‌ها به رنگ آبی خط خط است و اغلب در روی زمین یا آشیانه درختی، گذارده می‌شوند.

## گونه‌ها
سردهٔ بوبی دارای ۶ گونهٔ زنده است که به ترتیب زیر هستند:
- بوبی نقاب‌دار، Sula dactylatra
- بوبی نازکا، Sula granti
- بوبی قهوه‌ای، Sula leucogaster
- بوبی پاسرخ، Sula sula
- بوبی پاآبی، Sula nebouxii
- بوبی پرویی، Sula variegata